# Galeriový les

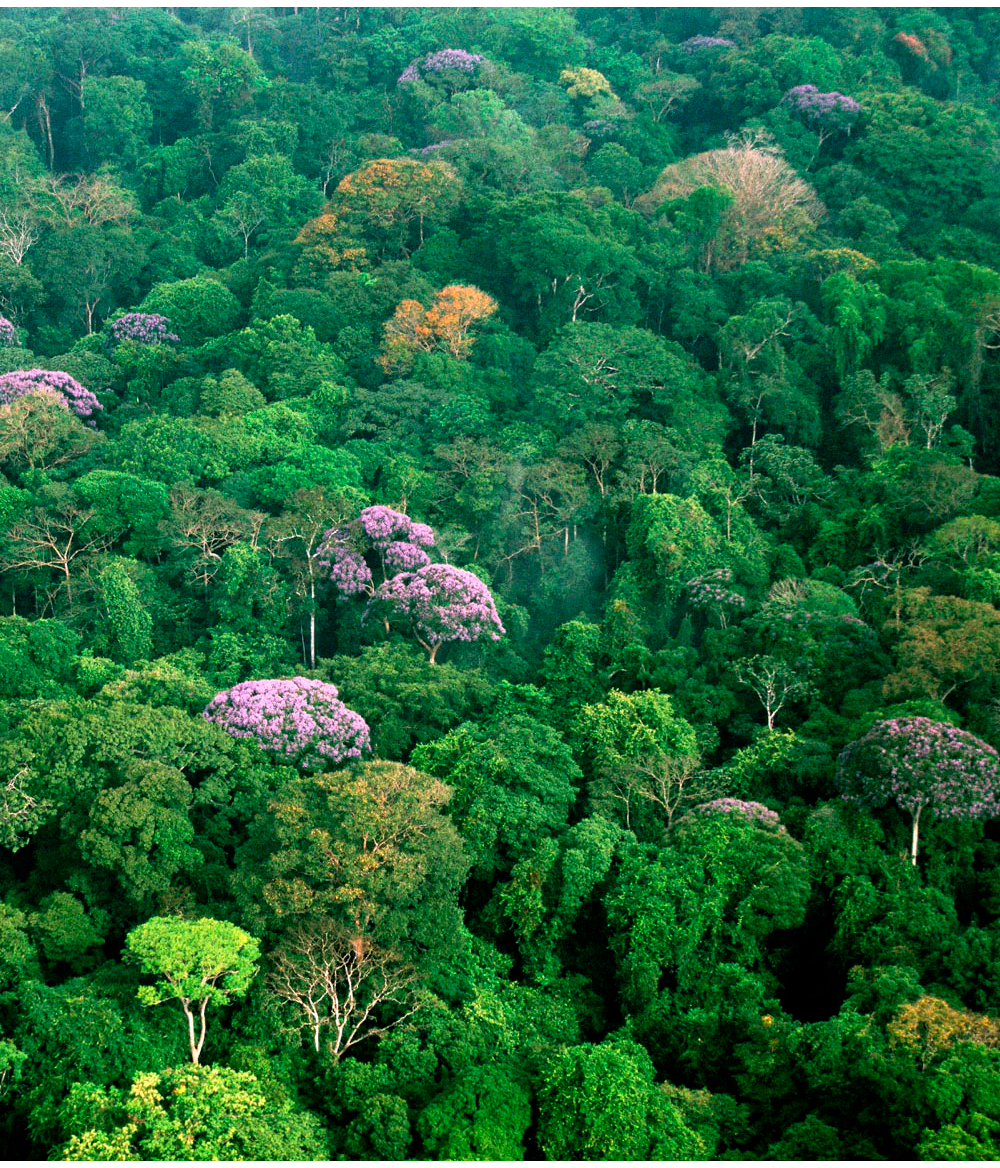
Galeriový les

Galeriový les je specifický typ tropického pralesa vázaný na vysokou hladinu spodní vody. Je to hustý stále zelený les s několikapatrovou strukturou korun stromů s častými liánami, mívá stromy s chůdovými dýchacími kořeny a po okrajích bohatý hustý podrost. Nachází se podél vodních toků nebo v jejich inundačních pásmech, v období záplav je toto území obohacováno o živiny. Bývá po zemi těžko prostupný, nezdržuje se tam mnoho velkých predátorů, ale zato ho obývá spousta drobných živočichů, kterým poskytuje úkryt i potravu. Je vyhledávaným útočištěm ptáků i opic.
Nachází se převážně ve špatně přístupných místech a většina jeho dřevin nemá větší hospodářský význam, a proto zde bývá zachována forma primárního tropického pralesa nedotčeného těžbou dřeva nebo jiným průmyslovým využitím. Na odvrácené straně od vodních toků mnohdy galeriový les pro nedostatek vláhy pozvolna přechází přes rozlehlé křovinaté úseky do travnaté savany. Pokud je zásobován vláhou z řek dlouhodobě bohatých na vodu, může spolehlivě přežívat i v suchých oblastech Jižní Ameriky a centrální Afriky bez dlouhodobých pravidelných srážek.
V novějším pojetí se výraz galeriový les používá i pro evropské lužní lesy.